# Gina Grain
Gina Grain (nascida em 16 de julho de 1974) é uma ex-ciclista profissional canadense que competia em provas de ciclismo de estrada e pista. Ela representou o Canadá nos Jogos Olímpicos de Verão de 2008 em Pequim, onde terminou em nono lugar competindo na prova de corrida por pontos.